# Tunnel de la Gunnison
Le tunnel de la Gunnison est un tunnel d'irrigation construit entre 1905 et 1909 par le Bureau of Reclamation des États-Unis dans le comté de Montrose, dans l'État du Colorado. Long de 5,8 km, il détourne l'eau de la rivière Gunnison pour alimenter les zones arides de la vallée de l'Uncompahgre (en) autour de Montrose. Au moment de son achèvement, c'était le plus long tunnel d'irrigation dans le monde et il a rapidement transformé la zone autour de Montrose en rendant rentables les terres agricoles. En 1972, le tunnel a été désigné Historic Civil Engineering Landmark par l'American Society of Civil Engineers (ASCE).

## Historique
Le projet de tunnel est dû à Frank Lauzon, un mineur et prospecteur. Au début des années 1890, il est agriculteur à Montrose. La légende locale veut que l'idée que les eaux de la rivière Gunnison doivent être transportées vers la vallée lui soit venue dans un rêve.
Alors que la construction est déjà en cours, deux avancées technologiques rendent le travail plus sûr et plus facile. Le marteau-piqueur, alimenté par un compresseur, remplace la chignole manuelle pour forer les trous de placement des explosifs. De plus, la dynamite remplace la poudre noire. En 1906 des équipes comptant jusqu'à 30 travailleurs se succèdent pour accomplir le travail dans le tunnel.
En 1909, le tunnel est ouvert en fanfare, lors d'une cérémonie d'inauguration à laquelle a assisté le président William Howard Taft.